# Sengwarden
Sengwarden is een voormalig dorp en tegenwoordig een stadsdeel in het noorden van de Duitse havenstad Wilhelmshaven. Qua oppervlakte is Sengwarden het grootste stadsdeel van die gemeente.

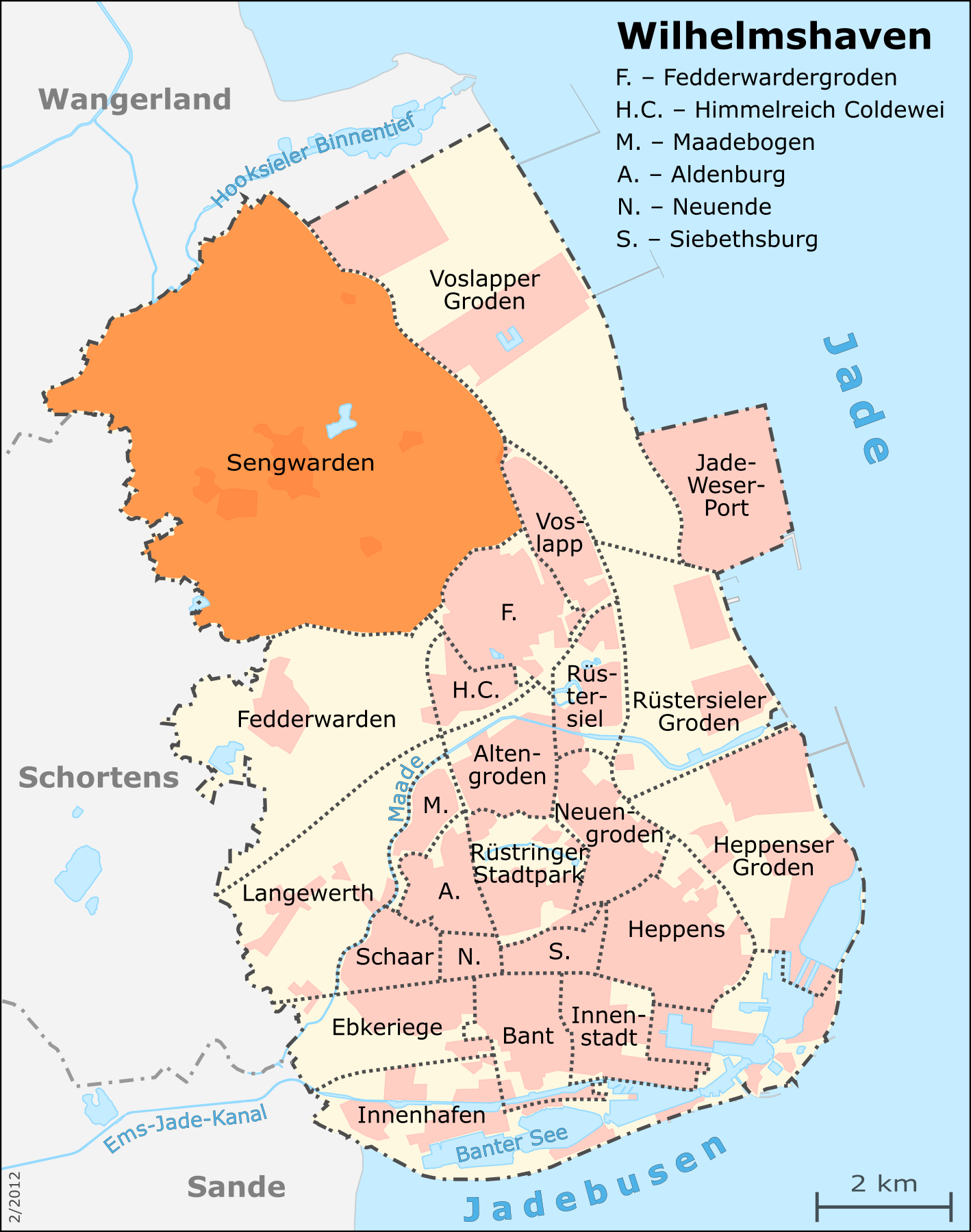
Situering Sengwarden in de gemeente Wilhelmshaven
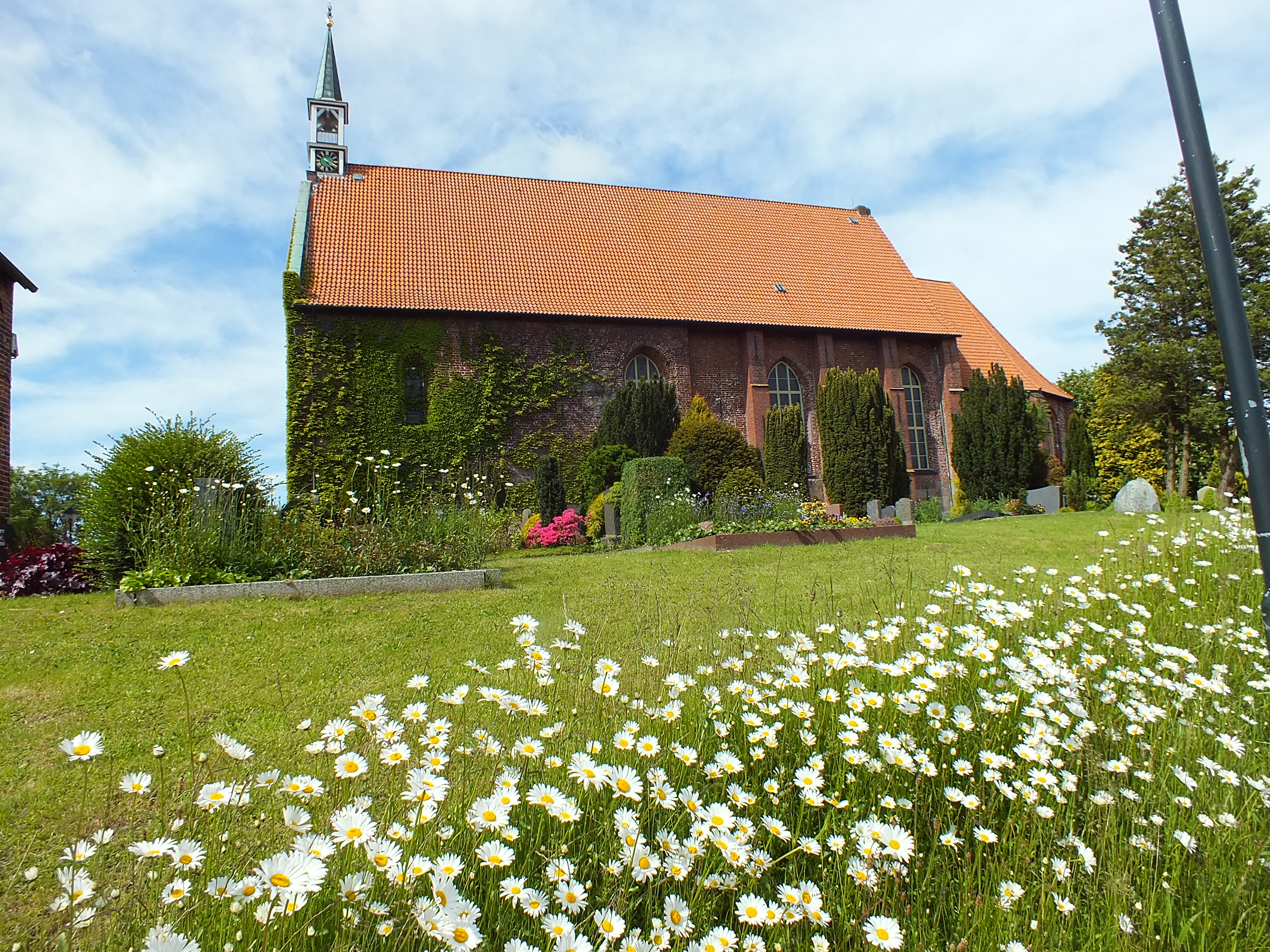
Sint-Joriskerk, Sengwarden
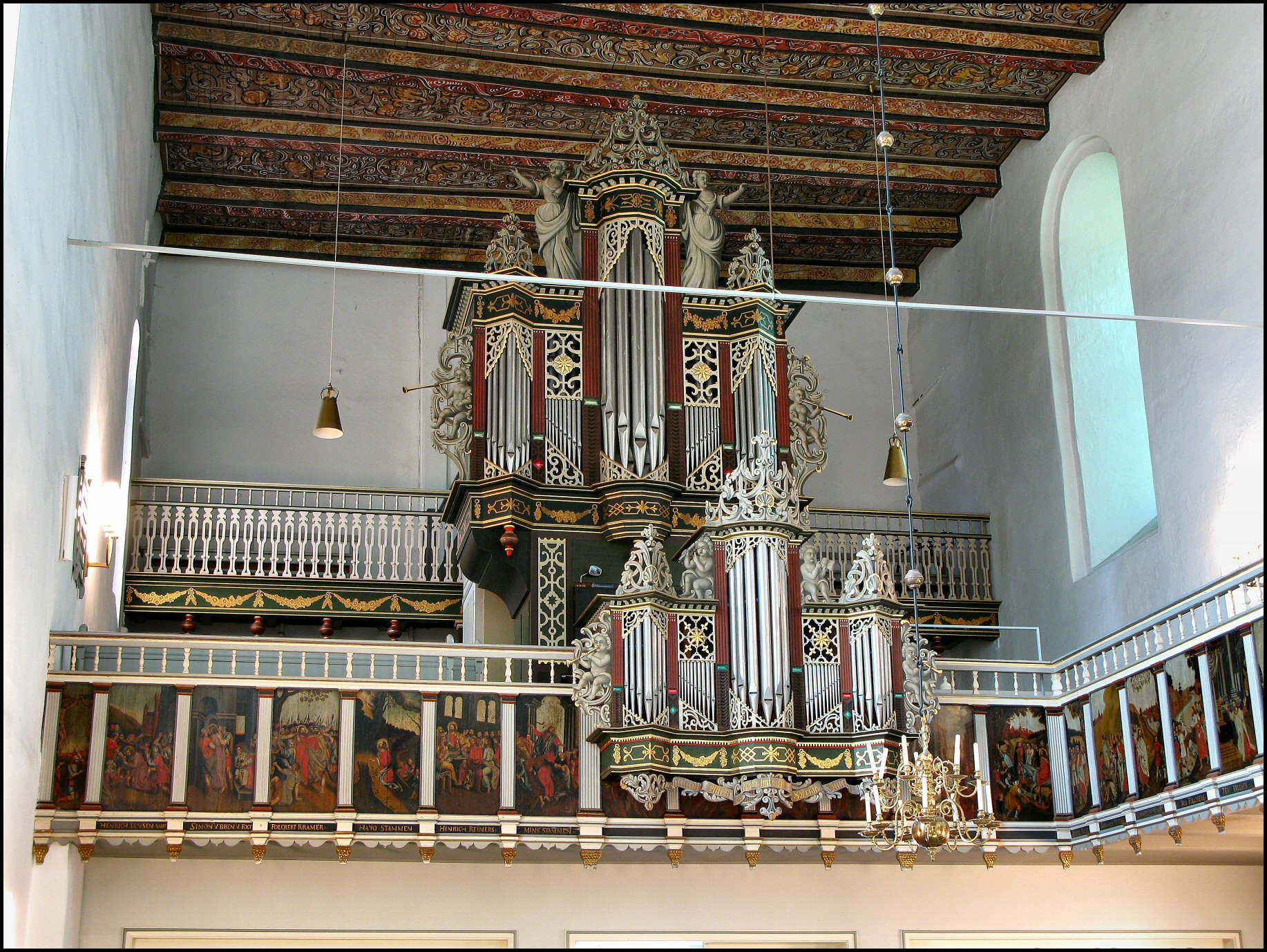
Orgelkast in deze kerk
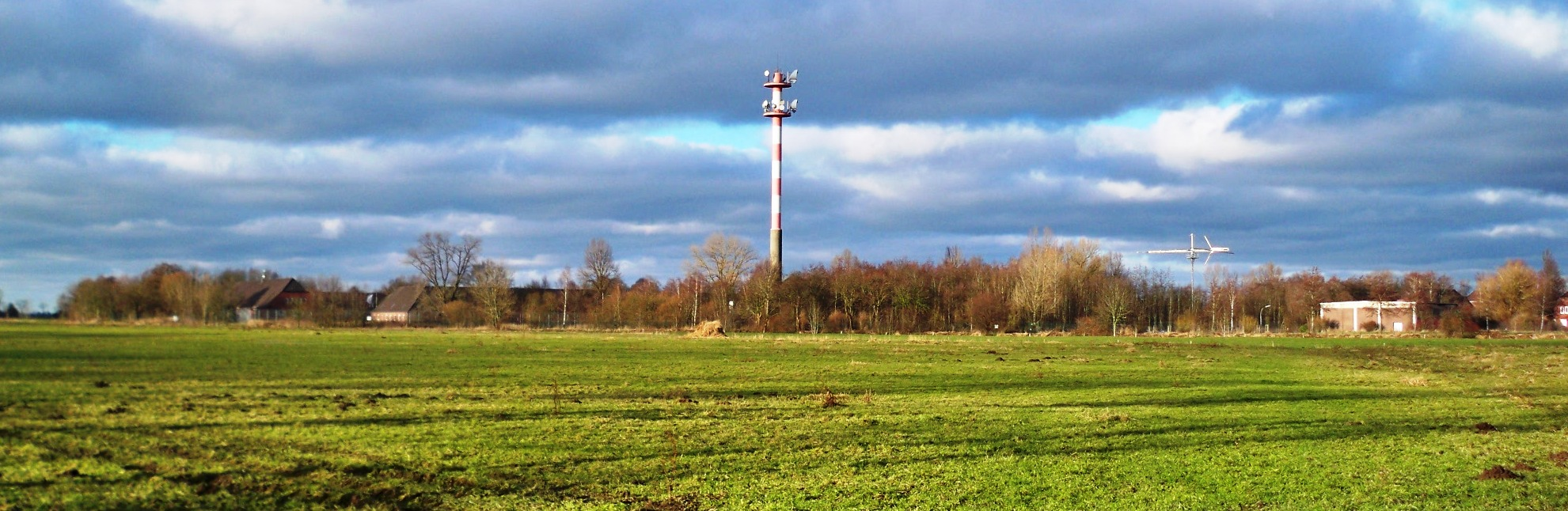
Admiral-Armin-Zimmermann-Kaserne

Sengwarden ligt tegen de stadsdelen Fedderwarden en Voslapp aan. De plaats, die nog enigszins het karakter van een oud, Oost-Fries boerendorp heeft weten te bewaren,  telt twee bezienswaardigheden.

## Bezienswaardigheden
De belangrijkste daarvan is  de omstreeks 1250 in romaanse bouwstijl op een terp gebouwde, evangelisch-lutherse, St. Georgs-Kirche (Sint-Joriskerk). Deze kerk heeft een orgel  met een orgelkast van een eerder daar gebouwd exemplaar uit 1664.
Daarnaast staat in het dorp een oude windmolen, type bovenkruier.
Verder staat Sengwarden sinds 1618 in de wijde omgeving bekend om de paardenmarkt.

## Geschiedenis
De plaats wordt voor het eerst vermeld in 1168 en is in 1972 bij de stad Wilhelmshaven gevoegd. Daarvoor behoorde Sengwarden tot het Landkreis Friesland. Tussen 1933 en 1948 vormde het samen met Fedderwarden en Accum de gemeente Kniphausen.
De Nederlandse kerkhervormer Albertus Risaeus was vanaf 1565 predikant te Sengwarden. Twee jaar later ging hij naar de stad Emden waar hij tot zijn dood verbleef.
In 1947 voerde Groot-Brittannië de zogenaamde Operation Oasis  uit, om illegale immigratie naar het Mandaatgebied Palestina vanuit Europa een halt toe te roepen. Zie ook: Aliyah Bet. In de zomer van 1947 werden circa 5.000 Joden gedwongen, aan boord te gaan van het schip Exodus 1947. Degenen, die niet vrijwillig terug wilden keren naar Frankrijk, werden aan boord van dit schip naar kampen in de Britse bezettingszone van Duitsland gevoerd. De manier, waarop de Britten de Joden behandelden, o.a. transport van Hamburg naar Lübeck in goederentreinen, was soms zo gewelddadig, dat herinneringen aan de behandeling van Joden in het kort tevoren onderworpen Derde Rijk opkwamen. In de internationale publieke opinie was wereldwijd grote verontwaardiging opgekomen. Van plm. 15 september tot plm. 5 november 1947 waren deze mensen in twee kampen bij Lübeck geïnterneerd. De Joden weigerden daar o.a.  extra voedsel, want zij wilden met het oog op de door hen gevreesde hernieuwde deportatie niet door de Britten geregistreerd worden. Op 6 oktober trokken de kampbewakers af, en de Joden kregen toestemming, de kampen te verlaten. Omdat de leefomstandigheden in de kampen bij Lübeck slecht waren, brachten de Britten hen omstreeks 5 november op twee beter geoutilleerde plaatsen onder. Eén van deze opvangkampen, waar circa 1.550 van deze Joden werden ondergebracht, was een Britse kazerne te Sengwarden, waar later de Admiral-Armin-Zimmermann-Kaserne werd gebouwd. Door de nu goede voedselvoorziening, zelfs beter dan die van de omwonende Duitsers, en het feit, dat de Joden zich vrij konden bewegen,  waren hun leefomstandigheden te Sengwarden humaan te noemen. In de periode tot juli 1948, toen de staat Israël onafhankelijk was geworden, emigreerden de Joden vrijwel allen alsnog legaal naar Israël.